# تزکند، کانگارلی
تزکند، کانگارلی (به لاتین: Təzəkənd, Kangarli) یک منطقهٔ مسکونی در جمهوری آذربایجان است که در شهرستان کنگرلی واقع شده‌است.

## خصوصیات
تزکند ۵۰۵ نفر جمعیت دارد.